# Cinahmet, Pınarbaşı
Cinahmet là một xã thuộc huyện Pınarbaşı, tỉnh Kayseri, Thổ Nhĩ Kỳ. Dân số thời điểm năm 2008 là 43 người.